# Viviane Le Dissez
Pour les articles homonymes, voir Le Dissez.
Viviane Le Dissez, née le 22 mars 1959 à Tréguier (Côtes-du-Nord), est une femme politique française.

## Biographie
Elle est membre du Parti socialiste. Elle devient maire de Plancoët en mars 2008. Elle est élue députée le 17 juin 2012 et devient la première femme députée de la 2e circonscription des Côtes-d'Armor. En novembre 2012, elle est élue présidente du conseil d'administration du Conservatoire de l'espace littoral et des rivages lacustres.
Après la victoire de Benoît Hamon à la primaire citoyenne de 2017, elle est nommée responsable thématique « Pêche, mer, littoral » de sa campagne présidentielle,.